# Solución política, amnistía general y reconciliación nacional
La solución política, amnistía general y reconciliación nacional es una estrategia elaborada por Abimael Guzmán, líder de Sendero Luminoso, en 2006 con el objetivo de la participación política y lograr la amnistía general en Perú de los senderistas, principalmente de Abimael Guzmán. La estrategia fue planteada luego de la "Solución política a los problemas derivados de la guerra popular" y dio paso a la formación del MOVADEF y diversos organismos generados basándose en la Nueva Facción Roja (NFR). Tras la muerte de Abimael Guzmán en 2021, la estrategia siguió su curso.

## Contexto
Abimael Guzmán, en 1992, fue capturado por el GEIN en la Operación Victoria. Tras su captura, Guzmán ideó los “Acuerdos de paz” para poder reestructurar la organización subversiva a la par que Vladimiro Montesinos puso en marcha la Operación MISTI-92 para lograr la capitulación de Guzmán y la división de Sendero Luminoso en dos facciones enfrentadas (los “acuerdistas” y la facción proseguir). En el año 2000, los miembros de Sendero Luminoso afines a los acuerdos se reunieron en la Base Naval del Callao para desarrollar una nueva estrategia que fue denominada “Solución Política a los problemas derivados de la guerra popular”. Esta estrategia fue planteada con el objetivo de lograr la liberación de los presos senderistas, en especial Guzmán, y derogar la legislación antisubversiva. A través de esta estrategia, se logró un nuevo juicio a Guzmán, pero en el año 2006 fue condenado a cadena perpetua. Ante dichas condiciones, se dio paso a una nueva estrategia que fue denominada "Solución política, amnistía general y reconciliación nacional".

## Desarrollo

### El nuevo planteamiento
En el año 2006, se empieza a definir una nueva estrategia tras la "solución política". En febrero del 2007, luego de su sentencia a cadena perpetua, Guzmán plantea la: 
necesidad de una nueva política de presos políticos y de guerra. Por ello, hace buenos meses en el 2006, se planteó una concretada así: 'Solución política, amnistía general y reconciliación nacional'... es, a nuestro juicio, una política fundamental; pero no la única, menos la principal, pues esta última es 'Desarrollar...'... como toda política fundamental, demandará años su aplicación, mas sus resultados no serán inmediatos... como es sabido, y sin abundar en argumentos, los logros que de la nueva política de prisioneros pudieran conseguirse exigirá denodados esfuerzos... 

### La moción del Movimiento Popular de Control Constitucional
En agosto del 2007, el Movimiento Popular de Control Constitucional (MPCC), organismo generado senderista, presentó una propuesta en un encuentro de diversas organizaciones populares. En dicha propuesta, el MPCC destaca la denominación "conflicto armado interno" de la Comisión de la Verdad y Reconciliación para señalar la existencia de dos bandos enfrentados en una guerra interna (Sendero Luminoso - MRTA y el Estado peruano). Además, destaca el carácter político de la guerra debido a que "la guerra es la continuación de la política por otros medios, por medios violentos y que cada clase genera su forma específica de guerra, por tanto su estrategia; el proletariado ha creado la suya: la guerra popular y es estrategia superior" a la par que critica la denominación de terrorismo a las acciones de Sendero Luminoso ya que, para el MPCC, es una denominación usada para "combatir las luchas de los pueblos, estigmatiza[r] a los revolucionarios como si fueran delincuentes comunes, criminales, para justificar una desenfrenada represión". Por ende, recogiendo lo planteado por Guzmán en los "acuerdos de paz" y la "solución política" de una amnistía y respaldándose en casos anteriores como la amnistía de Velasco Alvarado a los líderes guerrilleros de los años 60, se plantea: apoyar la "Solución política, amnistía general y reconciliación nacional" y  "expresar solidaridad y apoyo con las luchas del pueblo peruano y contra el imperialismo".

### Plan de Construcción del Partido: Creación del MOVADEF y organismos generados
En el año 2008, se dispuso del "Plan de Construcción del Partido". Dicho plan abarcaba "enarbolar, aplicar y defender" el marxismo-leninismo-maoísmo (como "arma ideológica, estratégica universal") y el Pensamiento Gonzalo (como "arma ideológica, específica y principal" que sería aplicada a la "Nueva Gran Estrategia").  Se dispuso como política general trabajar por "la segunda reconstitución del P[artido] hacia el II Congreso [de Sendero Luminoso] y como política fundamental la "Solución política, amnistía gen[eral] y rec[onciliación] nac[ional]", todo basándose en la Nueva Facción Roja (NFR). Para tal fin, como parte del trabajo sobre las masas, se dispuso de la conformación de "organismos generados o bases de organismos generados en todos los frentes de trabajos de masas" ya que "sin construir organismos generados no habrá II reconstitución"; la creación de "escuelas populares con otros nombres según las condiciones de cada frente... puede ser talleres, grupos de estudios, grupos de debates, etc.".; trabajar por el Mov[imiento] pro-amnistía; y "participar en las luchas de clases de las masas". Además, se dispuso la "construcción de líneas de apoyo y defensa" de los senderistas capturados "y los ya liberados". Sobre los organismos generados, se dispuso que estas se debían construir con base en las "mujeres, jóvenes y maestros". La implementación de dicho plan ha sido denominado como "Plan Amanecer", según denunciara Luis Alberto Sánchez, de la ONG Waynakuna, a través de la cual se adoptarían nuevas denominaciones para transformarse y "no causar impacto y sonar menos combativos".
Del "Plan de Construcción del Partido" se dispuso el impulso del Movimiento por la Amnistía y Derechos Fundamentales (MOVADEF) constituyéndose con base en la Nueva Facción Roja (NFR). La financiación para la creación del MOVADEF vino de parte de Florindo Eleuterio Flores Hala, alias "Camarada Artemio" y líder de la facción de Sendero Luminoso en el Alto Huallaga. El dinero, proveniente del cobro de cupos a narcotraficantes y madereros, fue entregado a Alfredo Crespo y Manuel Fajardo, dirigentes del MOVADEF para "solventar los gastos que demandarían la inscripción del MOVADEF" en el Jurado Nacional de Elecciones (JNE). El "Camarada Artemio" era seguidor de Guzmán, al que siempre consideró su pensamiento como "pensamiento guía" (Guzmán consideraba al "Camarada Artemio" como "un buen camarada") a la par que había aceptado la estrategia de la "solución política" de Guzmán hasta el año 2004, cuando reinició de forma esporádica las acciones subversivas. Además, el "Camarada Artemio" lideraba uno de los comités regionales de Sendero Luminoso más importantes que desde 1985 cobraba cupos y tenía el control de las pistas de aterrizaje para el transporte de droga. En el año 2012, el "Camarada Artemio" fue capturado en la Operación Crepúsculo. En aquella captura, se encontró documentación referida a la Nueva Facción Roja donde se indica su desplazamiento de Lima a Ayacucho.
El anuncio de la creación del MOVADEF fue dado en septiembre del año 2009, durante la presentación del libro de Guzmán "De puño y letra". En noviembre el MOVADEF adquiriría el kit para recolectar firmas para su inscripción como partido político en el JNE. Además, se distribuyó el periódico Amnistía General (cuyo primer número mostraba a Guzmán con el puño en alto), cuya dirección quedó, tras su liberación, en manos de Osmán Morote. El periódico fue distribuido en las universidades de Lima y del interior del país. Según investigaciones periodísticas, el "Camarada Artemio", mientras tanto, se habría comunicado con "Samuel" (José Samuel Villanueva Mariluz) para informarle que "se ha creado el Movimiento Político por Amnistía y Derechos, que tendrá bases en distritos, provincias y regiones. La coyuntura es favorable para su desarrollo" y que la lucha sería en dos frentes, uno legal y el otro armado, éste último dirigido por él.
En el año 2008, se creó el Movimiento Hijas del Pueblo presentándose como una agrupación femenina dedicada a la reflexión sobre la mujer desde una perspectiva de clase. El símbolo del movimiento era Augusta La Torre, primera esposa de Guzmán. También se impulsó el Frente de Reconstitución del SUTEP (SUTEP-FRESUT), liderado en aquel año por Oswaldo Esquivel Caicho. El SUTEP-FRESUT fue fundado en el año 2003 por, además de Esquivel Caicho, Íber Maraví, Juan Garro Palacios y Juan Carlos Ríos Fernández. El SUTEP-FRESUT se relacionó con el CONARE-SUTEP, de la cual se formaría una facción del CONARE ligada al MOVADEF y liderada por Efraín Condori. La facción de Condori tomaría protagonismo dentro del CONARE, monopolizándola. Para el año 2018, se denunció la existencia de 25 a 30 organismos generados senderistas. Se denunció, además, en aquel año, la infiltración de miembros del MOVADEF, el CONARE-SUTEP, entre otros relacionados, en sindicatos, organizaciones barriales, universidades, marchas, colectivos, etc., haciendo campañas de proselitismo de sus consignas, sensibilización y captación de miembros.

### Presencia e infiltración en colegios y universidades
La presencia de Sendero Luminoso (y el MRTA) en las universidades proviene de las décadas de 1980 y 1990 cuando pretendían usar las casas de estudio como centros de adoctrinamiento y reclutamiento, aunque posteriormente el Estado retomó el control de los centros universitarios.  La importancia de controlar la educación se da, según Crespo, porque:
La escuela, la universidad, son centros de ideologización. A ustedes, desde el colegio y en la universidad les dan la ideología para seguir la perpetuación del sistema en donde impera esa ideología compartida. No hay educación al margen de las ideologías. O LE DAN IDEOLOGÍA BURGUESA O LE DAN LA PROLETARIA.
En abril del año 2009, un grupo de estudiantes prosenderistas de la Universidad Nacional Mayor de San Marcos (UNMSM) tomaron la vieja residencia estudiantil de la universidad, además de usar el comedor para fines propagandísticos y de agitación. En la San Marcos también se detectó al Frente Estudiantil Revolucionario - Antifascista (FER - A), grupo maoísta y filosenderista (los grupos maoístas en San Marcos organizaron activamente marchas durante la gestión de Manuel Burga (2001 - 2006) para tener el control de la residencia universitaria y el comedor y posteriormente se agruparon en el Frente Unido por San Marcos (FUSM)). Se detectaron bases del MOVADEF en la Universidad Nacional de Ingeniería, la Universidad del Callao (Jorge Castillo Prado, presidente de la Asociación de Docentes de la Universidad del Callao, fue un firmante de un comunicado en apoyo al MOVADEF) y la Universidad de La Cantuta. En Puno, tendría presencia el Sentimiento Estudiantil Reformista, cuyos integrantes visitaban a senderistas presos en Yanamayo. Además, en el mismo departamento, Richard Tipo, presidente de la Federación de Estudiantes de la Universidad del Altiplano, sería uno de los recolectores de firmas para la inscripción del MOVADEF como partido político.
El MOVADEF, tras su I Congreso, había decidido que los jóvenes iban a tener mayor preponderancia en actividades proselitista y de agitación. En el año 2010, se difundió un video donde un grupo de estudiantes prosenderistas de diversas facultades organizó una marcha en la Universidad San Marcos pidiendo la liberación de los "presos políticos". El Frente Democrático Estudiantil distribuyó volantes con el lema "Solución política, amnistía general y reconciliación nacional". La docente Lourdes Carpio Salas, que fue parte de Socorro Popular y que en 1992 se le encontró propaganda senderista y armamento, fue identificada como la cabeza del MOVADEF en San Marcos teniendo como principales militantes a Piero Leonardo, Roxana Loarte, Walter Zafra, Vania Rimarachín y Doller Huamán. Anteriormente, Carpio había sido reincorporada a San Marcos tras un juicio y era la lideresa de la Asociación Única de Docentes de San Marcos (AUDUSM). Otro personal de San Marcos ligado al MOVADEF fue Miguel Ángel Canales Ormeño, quien purgó prisión por terrorismo y que en el año 2012 fue captado, junto a un grupo de estudiantes, pintando un muro en San Juan de Miraflores pidiendo la libertad de Guzmán.
Además, se detectó la presencia de profesores que, tras cumplir su condena por terrorismo, participaban en marchas del MOVADEF y enseñaban en colegios públicos. En el año 2017, se reportó que 5 mil docentes a nivel nacional eran adherentes al MOVADEF.

### Intento de inscripción del MOVADEF y participación electoral
En noviembre del año 2009, el MOVADEF inicia el proceso de recolección de firmas para su inscripción como partido político. En las elecciones regionales y municipales del año 2010, el MOVADEF se alió con diversas organizaciones políticas para impulsar, a través de ellos, a sus militantes, aunque sin resultados significativos. Entre los militantes del MOVADEF que participaron estaban Vasty Lescano y Abrahan Cauna (candidatos en Puno por el “Movimiento político construyendo la región sur"), Grimaldo Ordinola (candidato en Lima por "Despertar nacional") y algunos candidatos en Ayacucho (en alianza con los etnocaceristas), Pasco y Junín.  Mientras ello acontecía, según audios revelados por la prensa, el "Camarada Artemio" se habría comunicado con Zulma Peña Melgarejo en aquel mismo año. En dicha comunicación, "Zulma" le habría dicho a "Artemio" que Elena Iparraguirre le ordena que prosiga con su accionar armado, que "el movimiento político se formó para las próximas elecciones" y "se siga trabajando con las masas". En las elecciones del 2011, postularon, en alianza con JUSTE, a Melitón Contreras, Kruskaya Chacchara y Faustina Huamani al puesto de congresistas de Apurímac y para el Parlamento Andino presentaron como candidatos a Walter Humala, Isabel Meza y Juan Carlos Ríos; sin resultados exitosos.
En marzo del año 2011, Carlos Gamero, personero legal del MOVADEF, solicitó la inscripción de la agrupación adjuntando más de 350 mil firmas; solicitud que fue negada en noviembre del mismo año. Posteriormente apelaron de manera infructuosa. A la par, se propagaron consignas senderistas a través de redes sociales y se prosiguió en el trabajo de captación de jóvenes.

### Inspección de la celda de Guzmán
En el año 2014, la celda de Guzmán en la Base Naval del Callao fue inspeccionada por fiscales y policías. En la inspección, a pesar de que Guzmán trató de evitarlo, se encontró entre sus pertenencias documentos relacionados al MOVADEF como la resolución que rechazaba la inscripción del MOVADEF, además de indicaciones relacionadas. La resolución fue llevada a Guzmán por Crespo, tras una conversación que este sostuvo con la senderista Victoria Obdulia Trujillo.

### Caso Perseo
En el año 2014, luego de dos años de investigación, se inició un operativo llamado Perseo que llevó a la detención de Alfredo Crespo, Manuel Fajardo, Walter Humala, entre otros dirigentes del MOVADEF. Con esto, se inicia el denominado Caso Perseo,  por el delito de terrorismo en la modalidad de dirigentes de organización terrorista al relacionarse el MOVADEF con Sendero Luminoso (y haber recibido órdenes de esta organización), además de recibir financiamiento del narcotráfico a través de los remanentes senderistas. Tras estas capturas y el inicio de los juicios del Caso Perseo, el MOVADEF, y organismos afines, iniciaron campañas contra el Caso Perseo. Crespo, y otros dirigentes, aquel año fueron liberados por una medida del Poder Judicial. En el año 2018, Crespo y otros dirigentes fueron absueltos por apología al exaltar a Guzmán en el periódico Amnistía General. La resolución fue emitida por el juez superior Teófilo Salvador Neyra, entre otros.

### Organización del FUDEPP
En el año 2015, se organizó el Frente de Unidad de Defensa del Pueblo Peruano (FUDEPP). El anuncio de la creación del FUDEPP fue dado en una conferencia de prensa en enero del mismo año como una plataforma orientada a la participación en las elecciones del año 2016 siendo conformada por el MOVADEF, Patria para Todos, Tierra Verde y el Partido Etnocacerista Runamasi.  El FUDEPP tenía por base militantes jóvenes organizados en un programa de tres puntos: nueva constitución; democratización de la sociedad peruana; y la amnistía general y reconciliación nacional. El proceso de recolección de firmas se inició en diciembre del 2015, sin llegar a alcanzar las requeridas. Tras fracasar en su intento de participar en los comicios del año 2016, el FUDEPP intentó presentarse en las elecciones regionales y municipales del año 2018, siendo rechazado por el JNE.

### Mausoleo de Comas
En el año 2016, fue dado a conocer la existencia de un mausoleo senderista en Comas que tenía capacidad para 50 cadáveres. El mausoleo fue inaugurado el 19 de junio (denominado "día de la heroicidad" por los senderistas) del mismo año y las invitaciones fueron hechas por AFADEVIG, organismo generado senderista. En dicho mausoleo fueron enterrados 7 terroristas que participaron en el motín del penal de El Frontón en 1986, cuyos cuerpos fueron transportados por las calles de Comas y enterrados bajo los lemas "Solución política, amnistía general y reconciliación nacional". En el transcurso de dicha acción participaron Alfredo Crespo, Nora Alva Alfaro (secretaria general del FUDEPP), Nastia del Pozo (miembro del FUDEPP), Fernando Olórtegui Crispín, Estela Guillermo Álvarez, entre otros. Con el estallido del escándalo, los familiares de los senderistas y afines publicaron que "los caídos... les ganaron la batalla" y que "los cuerpos de los mejores hijos de nuestro pueblo" debían ser defendidos. Calificaron el mausoleo como un altar y proclamaron que si el mausoleo era demolido lo iban a "levantar las veces que sean" haciendo un llamado a la población a unírseles en su reclamo.
En octubre del 2018, el congreso aprobó el proyecto para la demolición del mausoleo. El mausoleo fue demolido en diciembre del año 2018 y los cuerpos reubicados.

### Plan Némesis
Con el objetivo de solicitar la liberación de los líderes terroristas encarcelados, se puso en marcha el Plan Némesis, una campaña de alcance internacional impulsada por el MOVADEF y sus bases y aliados en el extranjero. La coordinación en el extranjero fue coordinada por Fabiola Alcázar y Miguel Sánchez Calderón. Los preparativos para impulsar las campañas se dieron el 3 de diciembre del 2016, tras una reunión de miembros excarcelados de Sendero Luminoso y el MRTA. En dicha reunión se definieron diversas fechas para las marchas además de la formación de un comité internacional para la liberación de los subversivos encarcelados. El 8 de marzo del año 2017, las Hijas del Pueblo junto a miembros del MOVADEF y del FUDEPP, organizaron una marcha exigiendo la liberación de Elena Iparraguirre, Martiza Garrido Lecca, Laura Zambrano, entre otras, además de rechazar la realización de juicios por el caso del atentado de Tarata. El 17 de abril, organizaron una marcha por el denominado "día del prisionero político". El 4 de febrero del 2018, diversos militantes senderistas fueron captados en Huancayo pidiendo la amnistía de los dirigentes terroristas.

### Infiltración en las protestas contra los peajes en Puente Piedra
En las protestas contra el peaje en Puente Piedra del 5 de enero del 2017, el FUDEPP repartió volantes contra el cobro de peajes y el capitalismo.  Para la II Jornada de manifestaciones fechada para el 12 de enero, se detectó que la Coordinadora Juvenil Popular, un organismo generado ligado al MOVADEF y al FUDEPP, hacía convocatorias a la marcha junto a Jóvenes contra el peaje de Lima Norte y Alma Matinal. Miembros organizadores de las marchas marcaron distancias con los prosenderistas y rechazaron su participación. Para la III Jornada, convocada para el 19 de enero, diversos colectivos pro-senderistas como el FUDEPP Callao, el FUDEPP Comas, Alma Matinal, Atreverse San Marcos, Jóvenes contra el peaje de Lima Norte, Hijas del Pueblo, Pensamiento y Acción y FUDEPP Villa María realizaron propaganda a favor de las marchas en redes sociales y puentes de la capital. El objetivo de la presencia de dichas facciones en las marchas era capitalizar las marchas a su favor, hacer proselitismo e incitar enfrentamientos entre la policía y los manifestantes. Además de las protestas en Puente Piedra, estuvieron presentes en las marchas contra el proyecto Conga (2012) y las marchas contra la Ley Servir (2015).

### La IV Etapa del Plan Amanecer
En noviembre del 2017, se organizó en la facultad de derecho de la Universidad San Marcos una reunión auspiciada por el MOVADEF donde se expuso sobre el Pensamiento Gonzalo y la existencia del "Plan Amanecer" en su nueva IV Etapa. En la reunión se trató sobre la coordinadora internacional del MOVADEF, la campaña de propaganda "Abajo el plan de encarcelar al MOVADEF" (que posteriormente se realizó en Comas, Huaycán, Independencia y Cercado de Lima) y la situación del comedor universitario. La IV Etapa fue denominada como "Equilibro estratégico" para "resistir" los nuevos juicios por el caso Tarata, los juicios contra el MOVADEF, las denuncias periodísticas contra la organización y la ley de apología al terrorismo, acciones que fueron calificadas de "persecución" política. En dicha IV Etapa se contempló la campaña "Por la reconciliación nacional" con el objetivo de captar adeptos y hacer propaganda favorable al Pensamiento Gonzalo y Sendero Luminoso a la par de campañas de captación ideológica en el extranjero. Según se denunció, en el comedor universitario se expuso sobre la lucha armada como un "fenómeno natural de la historia" además de la realización de eventos en universidades del interior del país y en locales de organizaciones sociales.

### Campaña por los juicios de Tarata
En el año 2018, ante los juicios por el atentado de Tarata y el Caso Perseo, se desarrollaron campañas donde se desplegaron propaganda, tanto en Lima como en regiones, con la fase: "Abajo la farsa de los nuevos juicios", saliendo en defensa del líder senderista Osmán Morote.  Además, se detectó la infiltración, captación y creación de grupos musicales y culturales afines al senderismo; la defensa del mausoleo (que fue demolido en aquel mismo año); infiltración en las protestas del SUTEP y otros reclamos populares y campañas de propaganda en redes sociales y otros sectores de la sociedad como las universidades; todo esto como parte de la IV Etapa del "Plan Amanecer" ahora estando los neosenderistas bajo el liderazgo de Morote, según denunciara la ONG Waynakuna Perú.

### Campaña por nueva constitución
En julio del 2018, colectivos senderistas organizaron una marcha por una nueva constitución. Para el referéndum de diciembre del 2018, el FUDEPP junto al MOVADEF y colectivos afines impulsaron una campaña para escribir en las cédulas de votación: "¡Nueva constitución por y para el pueblo!".
En el año 2019, en Ayacucho, miembros del FUDEPP organizaron una campaña de recolección de firmas para una nueva constitución, además de repartir propaganda pro-senderistas, realizar trabajos de captación y reclutamiento y pedir la libertad de Abimael Guzmán. La campaña se realizó en plazas públicas y universidades.

### Campaña para derogar leyes antiterroristas
A finales del año 2019 y principios del 2020, Alfredo Crespo, al mando de Ratio Iuris, emprendió una campaña para anular la normativa antisubversiva. Como parte de esta campaña, se impulsó una recolección de firmas mediante la cual se obtuvo 10 mil rúbricas. Entre los firmantes estaban los hermanos de Oscar Sedelmayer Armas (condenado por el asesinato de María Elena Moyano), Miguel Ángel Canales Sermeño, Víctor Hugo Castillo Mezzich, Duglas Silva Dávalos (vinculado a Martha Huatay), Alfredo Castillo Montañez, Mario Gilvonio Misari y Víctor Olivos Peña (todos vinculados a Sendero Luminoso); también firmaron Nastia del Pozo. Crhistian Infanzón Oblitas, Jorge Arturo Cruzalegui Chang, Doller Huamán, Adrián Gonzalo López Flores y Bryan Mauricio Franco Hernández (vinculados al MOVADEF y al FUDEPP). El objetivo era derogar las leyes referidas a la investigación del financiamiento de grupos subversivos; la que incorpora el delito de terrorismo en el Código Penal; la que establece que para trabajar en el sector público la persona no debe tener condenas por terrorismo; la que prohíbe a los condenados por terrorismo postular a la presidencia, al congreso o al parlamento andino; además de la ley de Partidos Políticos por contemplar que los fundadores de alguna organización política no debe estar procesado o condenado por terrorismo o narcotráfico y la Ley Universitaria por el procedimiento de separar a un docente que hace apología al terrorismo. Previamente, en el año 2016 realizaron protestas contra la Ley Nº 29988, que prohíbe a personas procesadas o condenadas por terrorismo enseñar a estudiantes.

### Campaña en las elecciones congresales del 2020
En las elecciones al congreso del 2020, se captó a pro-senderistas con panfletos que hacían llamados al voto en blanco y se registraron pintas con las frase: "Voto viciado, voto de protesta" y "Amnistía general, Nueva constitución, MOVADEF". Además, se registraron marchas con carteles con la frase: "Voto viciado, voto de rechazo". A la par de dichas acciones, se reportó el reparto de volantes y el uso de megáfonos para la difusión de su posición política. Las acciones pro-senderistas fueron captadas en Ayacucho, Lambayeque y Lima (San Juan de Lurigancho, Villa María del Triunfo y Cercado de Lima). Se reportó en Lambayeque un enfrentamiento entre pro-senderistas y ciudadanos mientras que en el Rímac, una persona fue capturada con panfletos del MOVADEF haciendo llamados a una nueva constitución y al voto viciado.

### Caso Olimpo
En diciembre del 2020, tras una investigación iniciada en el 2015, fue ejecutado la Operación Olimpo con el objetivo de detener a vinculados con Sendero Luminoso a través de organismos de fachada. Entre los detenidos estuvieron Fernando Olórtegui Crispín, Víctor Castillo Mezzich, Evalisa Cano Andia, Carlos Cano Andia, entre otros. Se detuvo más de 70 personas por el delito de afiliación a una organización terrorista debido a que desarrollaban tareas partidarias y creado bases clandestinas con el fin de reconstituir a Sendero Luminoso. En total, se investigó a 94 personas recaudándose información a través de infiltrados, escuchas telefónicas, entre otros. En febrero del año 2021, Crespo, que había sido capturado en la Operación Cíclico, fue puesto en arresto domiciliario.

### Muerte de Abimael Guzmán y continuación de la estrategia
El 11 de septiembre del 2021 fallece Abimael Guzmán. Tras esto, el Comité Central de Sendero Luminoso publicó un comunicado titulado "¡Honor y gloria eterna al Presidente Gonzalo! ¡Seguiremos su ejemplo de comunista hasta el fin!" donde acusaron al Estado peruano de asesinar a Guzmán y proclamando que la "memoria del Presidente Gonzalo ya es inmortal y crecerá con el tiempo". En noviembre del 2021, salió un comunicado bajo el título: "Libertad a los presos políticos de ayer y hoy". En abril del 2022, proclamaron seguir "bregando por la solución política, amnistía general y reconciliación nacional".